# 낸시 케리건
낸시 앤 케리건(영어: Nancy Ann Kerrigan, 1969년 10월 13일 ~)은 미국의 전 피겨 스케이팅 선수이다.
그녀는 1994년 동계 올림픽에서 은메달을 획득했고, 1992년 동계 올림픽에서 동메달을 획득했다.
그녀는 세계 선수권 대회에서 메달을 2번 획득했다.
그녀는 또한 스케이트 선수 라이벌 토냐 하딩과 갈등을 겪은 것으로 유명하다.

## 생애 및 선수 경력
케리건은 매사추세츠주 워번에서 태어났다.
그녀는 6세때 그녀의 고향 매사추세츠주 스톤햄 로컬 링크에서 아이스 스케이팅을 시작했다.
그녀는 8세가 되고 나서야 개인 레슨을 시작했고 9세때 처음으로 피겨 스케이팅 메달을 획득했다.
케리건은 16세때까지 테레사 마틴의 지도를 받았고, 그다음 에비, 마리 스코트볼드와 함께 일을 시작했다.